# Star Trek (televíziós sorozat)
A Star Trek – Űrszekerek egy amerikai tudományos-fantasztikus filmsorozat, ami 1966-1969 között az NBC hálózaton futott. Az igazi sikert az ismétlések hozták meg számára, mára kultikus jelentőségűvé vált. Hogy a későbbi Star Trek-sorozatoktól megkülönböztessék, gyakran The Original Series (rövidítve TOS, magyarul Az eredeti sorozat) néven emlegetik, de ez nem része eredeti címének. Az Űrszekerek cím is magyar találmány.
A sorozatot 1967 és 1969 között összesen ötször jelölték Emmy-díjra és nyolcszor Hugo-díjra, mely utóbbiból kettőt meg is kapott.

## A kezdetek

### A bevezető epizód
A sorozat ötletét Gene Roddenberry találta ki a '60-as évek elején. 1964-ben forgatta le az első bevezető epizódot The Cage (A kalitka) címen, melyben a Jeffrey Hunter játszotta Christopher Pike kapitány irányította az Enterprise csillaghajót. A pilotot végül az NBC vezetősége elvetette. Érveik mellett többek közt az epizód „túlzottan gondolatigényes” volta állt. Továbbá kifogásolták a női első tiszt (Majel Barrett) és a „sátáni külsejű” Mr. Spock (Leonard Nimoy) jelenlétét a képernyőn. Ebben a részben a Star Trek univerzumának "szabályai" és jellegzetességei még nem voltak túl szigorúan lefektetve (pl. Spock az első felderítő úton mosolyog, amikor egy érdekes növényt találnak).

### A legendássá vált folytatás
Végül Roddenberry egy második lehetőséget kapott. 1965-ben készítette el a második bevezető epizódot, melynek a Where No Man Has Gone Before (Ahová még ember nem merészkedett) címet adták. Itt mutatkozott be a vásznon a William Shatner alakította James T. Kirk kapitány, aki később a sorozat ikonná vált főszereplője lett. A teljes legénységet lecserélték, az egyedüli „túlélő” Spock parancsnok maradt, aki a sci-fi történetének egyik legjellegzetesebb figurája. Ő a tudományos tiszti poszt mellett első tiszt is lett; a korábbi első tisztet játszó Barrett pedig Christine Chapel szerepét kapta meg.
Ez az epizód sikeres volt és végül 1966. szeptember 8-án adásba kerülhetett az NBC-n a Star Trek, a The Man Trap (Veszélyeztetett egyedek) című epizóddal.

## A sorozat
A sorozat Kirk kapitány legendás ötéves küldetését meséli el. A rendkívül színes legénység közé tartozik a japán Hikaru Sulu hadnagy (George Takei), az afrikai származású Uhura hadnagy (Nichelle Nichols) és az orosz Pavel Chekov zászlós (Walter Koenig), aki állítólag azért került a sorozatba, mert a Pravda egyik írója azzal vádolta a Star Trek készítőit, hogy egyetlen orosz sincsen a legénységben, holott ők voltak az elsők az űrben. Ez a rasszok és származások szerint vegyes összetételű gárda ritkaságszámba ment akkoriban és példamutató volta miatt kiemelkedő.
A Star Trek univerzuma egy optimista, utópisztikus világot ábrázol, melyben a Föld népei békében élnek egymással és más intelligens fajokkal együtt fedezik fel a kozmoszt. Ez sok ember (főként a fiatalok) számára népszerűvé tette, szemben az akkori - gyakran pesszimista - jövőképekkel.
A sci-fibe ágyazott történetek gyakori témái voltak a korszak politikai, társadalmi problémái. Így került terítékre többek közt a rasszizmus, a vietnámi háború és a hippimozgalom. A Star Trek volt az első olyan (nem antologikus) sci-fi sorozat, melybe a műfaj neves alkotói (Harlan Ellison, Theodore Sturgeon, George Clayton Johnson) írtak forgatókönyveket.
Noha a sorozat nem ért el magas nézettséget eredeti sugárzása alatt, már ekkor kialakult egy főleg a sci-fi közösség tagjaiból, illetve egyetemista fiatalokból álló rajongói tábor. Az NBC az első és a második évad után is megpróbálta beszüntetni a Star Trek-et, de a rajongók által indított telefon- és levélíró kampányok miatt végül kénytelenek voltak folytatni azt. Végül a sorozat a harmadik évadot követően került le a képernyőről (az utolsó adás dátuma 1969. június 3).
A Star Trek ezt követően a '70-es években vált kultikusan rajongott sorozattá, miután a holdra szállás népszerűvé tette a világűr és a sci-fi témákat. Ekkoriban már rendkívüli népszerűségnek örvendett világszerte. Az Egyesült Államokban évente találkozókat szerveztek, melyeken a sorozat készítői és szereplői mellett többek közt Isaac Asimov is megjelent. 1976-ban a sorozat tizedik évfordulóján a rajongók azt is elérték, hogy a NASA az első kísérleti űrrepülőgépet Enterprise-nak keresztelje el.
A sorozatot egy rajzfilmsorozat (1973-1974) és összesen hat mozifilm követte (1979-1991) az eredeti szereplőgárdával. Ezek után újabb Star Trek sorozatok és mozifilmek folytatták a Star Trek eredeti sorozata alapján elindult történeteket.

## Magyarországi bemutató
Magyarországon csak jóval később, 1997-ben mutatták be először. Az eredeti sorozatot a televízióban, addig csak a szereplőivel készült mozifilmek jelentek meg VHS-en, amik viszont időben a sorozat után játszódnak, ezért ezek a megjelenések itthon nem hoztak nagy ismertséget a Star Treknek. Az eredeti sorozat megjelenésével azonban hamarosan, ha több év vagy évtized késéssel is, de a többi sorozat is megjelent, amik így Magyarországon is megismertették Az eredeti sorozatot és a belőle kialakult Star Trek világot.

## Főszereplők
| Szereplő                                                  | Színész           | Magyar hang                                      |
| --------------------------------------------------------- | ----------------- | ------------------------------------------------ |
| James Tiberius Kirk kapitány                              | William Shatner   | Felföldi László (1. hang) Sörös Sándor (2. hang) |
| Spock parancsnok                                          | Leonard Nimoy     | R. Kárpáti Péter                                 |
| Dr. Leonard Horatio McCoy parancsnok-helyettes, hajóorvos | DeForest Kelley   | Balázsi Gyula                                    |
| Montgomery Scott parancsnok-helyettes                     | James Doohan      | Wohlmuth István                                  |
| Hikaru Sulu hadnagy                                       | George Takei      | Koncz István                                     |
| Nyota Uhura hadnagy                                       | Nichelle Nichols  | Mányai Zsuzsa                                    |
| Pavel Andreievich Chekov zászlós (1967-1969)              | Walter Koenig     | Gáspár András (1. hang) Csőre Gábor (2. hang)    |
| Christine Chapel nővér                                    | Majel Barrett     | Ősi Ildikó                                       |
| Janice Rand segédtiszt (1966)                             | Grace Lee Whitney | Csomor Csilla                                    |

## Főszereplők gyakran ismételt és emlékezetes mondatai a sorozatban
- McCoy: „Én orvos vagyok, nem pedig ...”; „Meghalt, Jim!”; „Spock, maga ostoba vulkáni! Hát nem érti, hogy ...”
- McCoy Spocknak: „Nagyon kérem Spock, nehogy azt mondja, hogy bámulatos!”; „Pofa be! Megmentjük és kész!”
- Scotty: „Na de kapitány, a fizika törvényeit nem tudom megváltoztatni!”
- Spock: „Nem tudom, hogy adtam-e okot a sértegetésre!”; „Bámulatos!”; "Ez nem logikus."